# Tedros Adhanom
Tedros Adhanom Ghebreyesus (tigrsko: ቴዎድሮስ አድሓኖም ገብረኢየሱስ), etiopijski politik, biolog, raziskovalec javnega zdravja in uradnik, * 3. marec 1965, Asmara, provinca Eritreja, Etiopsko cesarstvo (zdaj Eritreja).
Tedros je od leta 2017 na položaju generalnega direktorja Svetovne zdravstvene organizacije. Je prvi Afričan v tej vlogi, in ga je potrdila Afriška unija. Preden je bil generalni direktor, je bil v vladi Etiopije na dveh visokih položajih: minister za zdravje od leta 2005 do 2012 in minister za zunanje zadeve od leta 2012 do leta 2016.
Leta 2020 je bil Tedros uvrščen na Timesov seznam 100 najvplivnejših ljudi leta 2020.